# Стерчо Петро Юрійович

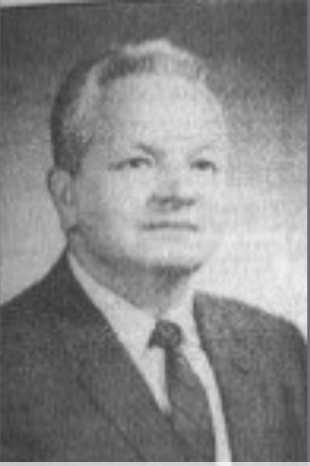
Стерчо Петро Юрійович

Петро Юрійович Стерчо (14 квітня 1919, с. Кузьмино, нині Мукачівський район — 18 червня 1987, Нарберт, округ Монтґомері, штат Пенсильванія, США) — український економіст й історик, суспільний діяч у США, родом з Закарпаття, дійсний член НТШ, з 1963 проф. Дрексел Університету в Філадельфії, 1967—1971 — голова Асоціації Укр. Амер. Університетських Професорів. Автор статей у пресі на громадські теми і з історії Закарпаття.

## Життєпис
Петро Стерчо народився 14 квітня 1919 року в с. Кузьмин, нині Мукачівського району.
Закінчив школу у рідному селі. У 1934 році закінчив у Мукачеві горожанку, а в 1940 році — Мукачівську торговельну академію. Був членом українських патріотичних організацій «Пласт» та «Просвіта».
З 1940 по 1942 роки мешкав у Лінці, Австрія, де вступив до ОУН.
У 1942—1944 роки, за дорученням ОУН, викладав у торговельній школі в Бережанах.
У 1949 році закінчив Українську вищу економічну школу в Мюнхені, згодом ще університет Нотр-Дам у США.

## Головні праці
- Карпато-Українська держава (1965; передрук: Львів, 1994.)
- Diplomacy of Double Morality: Europe's Crossroads in Carpatho-Ukraine, 1919—1939 (англ. версія вищенаведеного видання, 1971).